# Medusa (Six Flags Mexico)
Medusa in Six Flags México (Mexiko-Stadt, Mexiko) war eine Holzachterbahn des Herstellers Custom Coasters International, die am 2. Juni 2000 eröffnet wurde. 2013 wurde sie geschlossen, um Platz zu machen für Medusa Steel Coaster.
Die 955,9 m lange Strecke erreichte eine Höhe von 32 m und besaß ein maximales Gefälle von 50°. Die Höchstgeschwindigkeit betrug 88,5 km/h.

## Züge
Medusa besaß zwei Züge des Herstellers Gerstlauer Amusement Rides mit jeweils sechs Wagen. In jedem Wagen konnten vier Personen (zwei Reihen à zwei Personen) Platz nehmen.